# Matet
Matet è un comune spagnolo di 125 abitanti situato nella comunità autonoma Valenciana.